# Броненосцы типа «Норге»

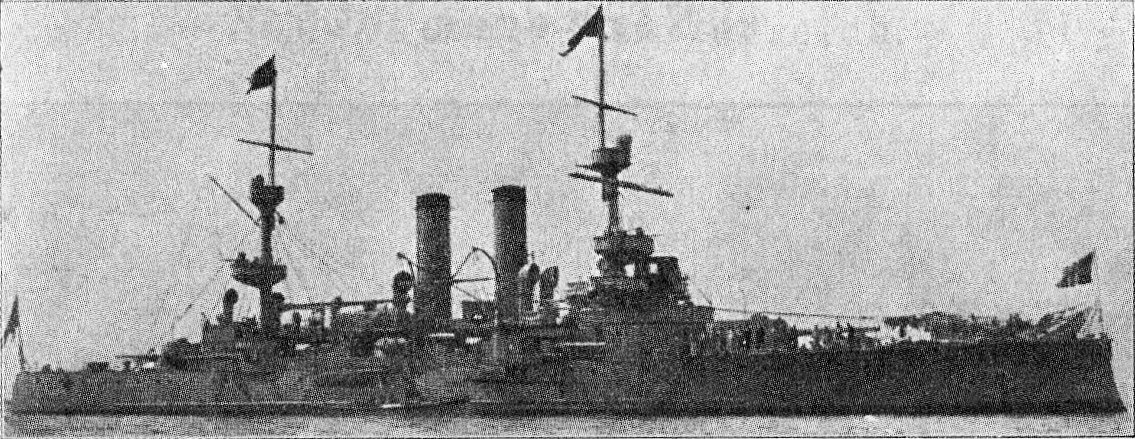
«Эйдсвольд». 1905 год

Броненосцы типа «Норге» (норв. Norgeklassen), иногда также обозначаются как тип «Эйдсвольд» (норв. Eidsvoldklassen) — серия норвежских броненосцев береговой обороны 1900-х годов. 
Построены по норвежскому заказу на верфях британской фирмы Armstrong Whitworth. Оставались на вооружении ВМС Норвегии до начала Второй мировой войны, при захвате Норвегии были потоплены торпедами германских эсминцев у Нарвика.

## Представители
| Название           | Номер | Спуск на воду | судьба                                       |
| ------------------ | ----- | ------------- | -------------------------------------------- |
| Норге Norge        | F 310 | 31 марта 1900 | потоплен торпедами эсминца Z22 9 апреля 1940 |
| Эйдсвольд Eidsvold | F 311 | 14 июня 1900  | потоплен торпедами эсминца Z21 9 апреля 1940 |

## Характеристики

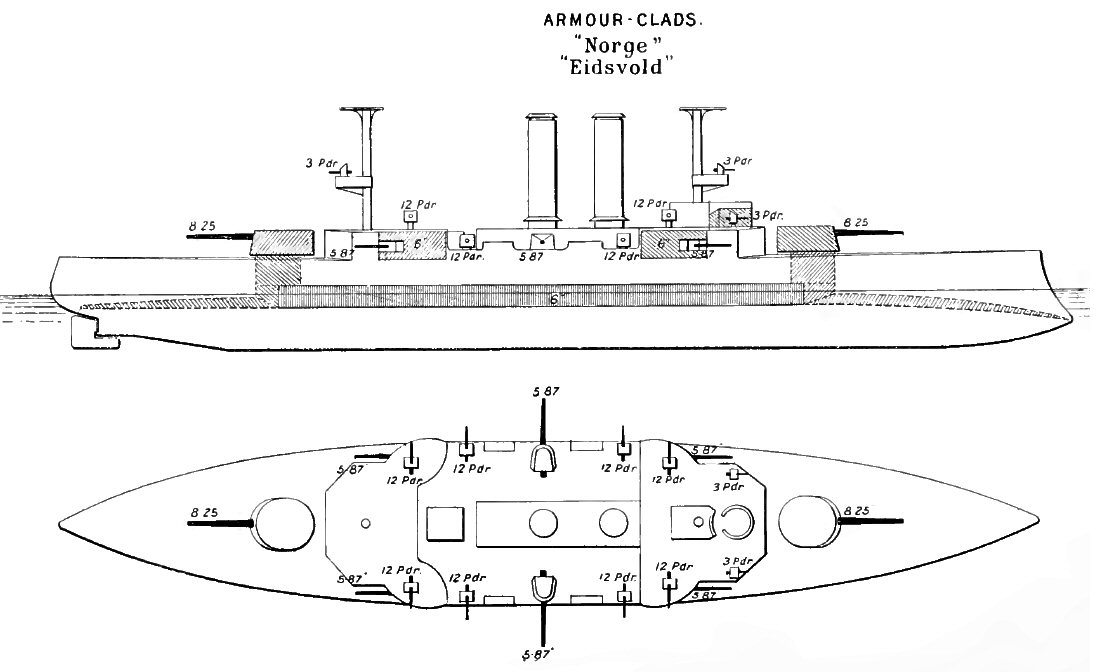
Схема вооружения и бронирования на 1902 год

Водоизмещение — 3 645 т стандартное, 4 165 т полное. Длина 94,6 м, ширина 15,4 м, осадка 5,38 м. 
Бронирование — пояс: 152 мм; палуба: 51 мм; башни главного калибра: 203 мм, основания башен: 152 мм; казематы: 127 мм; боевая рубка: 152 мм. 
Вооружение — артиллерия: 2 × 208-мм/44, 6 × 150-мм/46, 8 × 76-мм, 4 × 47-мм; минно-торпедное вооружение: 2 × 457-мм торпедных аппарата